# Gabriel Azaïs

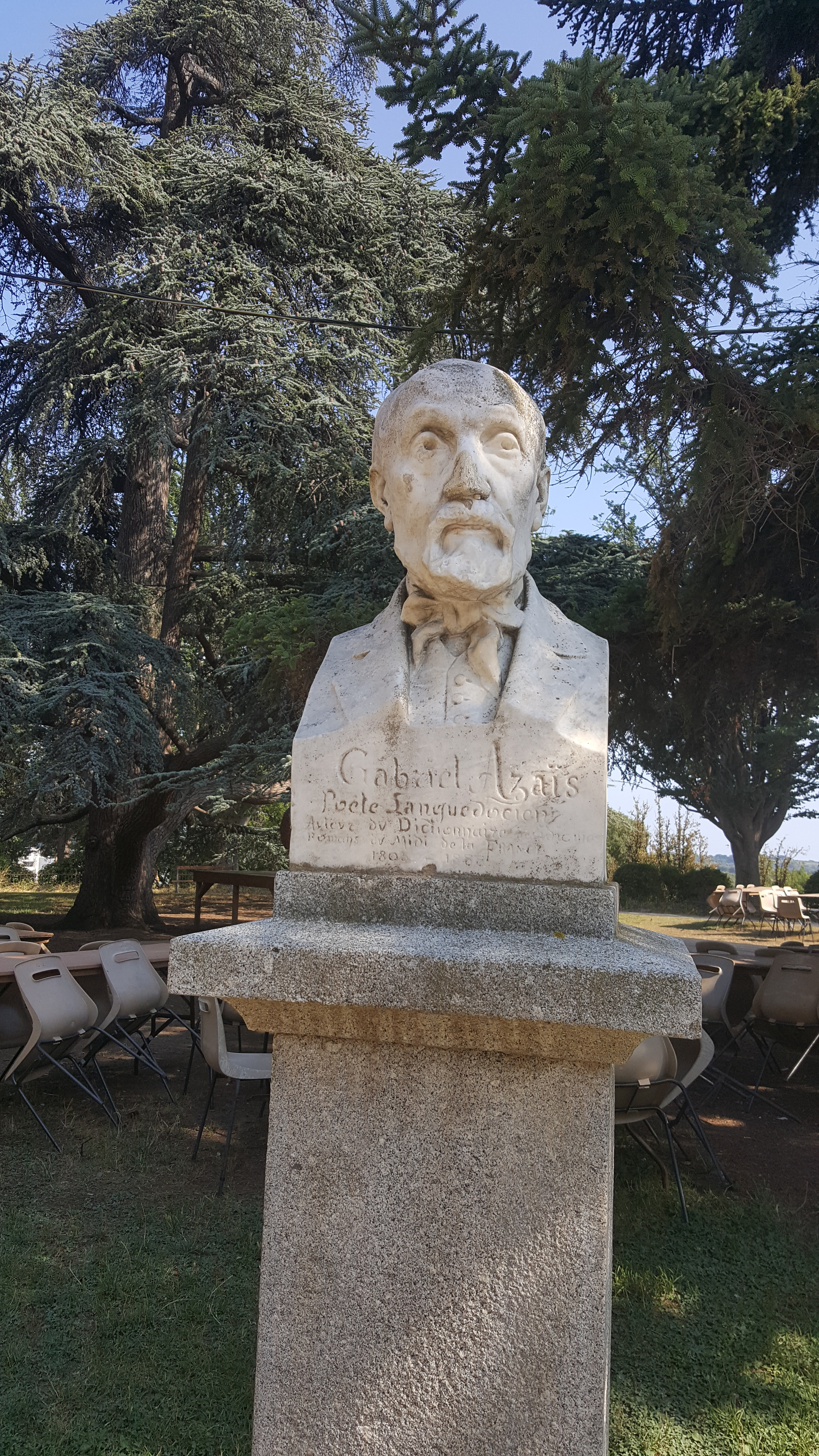
Büste von Gabriel Azaïs auf dem Plateau Poètes in Béziers

Gabriel Azaïs (* 1. Mai 1805 in Béziers; † 14. Februar 1888 ebenda) war ein französischer Okzitanist und Lexikograf.

## Leben und Werk
Gabriel Azaïs, Sohn von Jacques Azaïs, besuchte das Lycée Henri IV in Paris, studierte Rechtswissenschaft und wurde Richter in Béziers. Im Gefolge der Julirevolution von 1830 gab er den Beruf auf, zog sich auf sein großes Weingut zurück und widmete sich Studien zur okzitanischen Regional- und Literaturgeschichte sowie der okzitanischen Lexikografie. In der Nachfolge seines Vaters wurde er 1856 Ständiger Sekretär der Société archéologique, scientifique et littéraire de Béziers und 1876 Majoral des Félibrige.
In Béziers trägt eine Straße seinen und seines Vaters Namen.

## Werke (Auswahl)
- Les troubadours de Béziers. Millet, Béziers 1859. 1869. Slatkine, Genf 1973.
- (Hrsg.) Matfre Ermengau: Le Breviàri d'Amor. 3 Bde. A. Franck, Paris und Leipzig 1862–1881. Slatkine, Genf 1977.
- Dictionnaire des idiomes languedociens, étymologique, comparatif et technologique. A-Carpa. J. Delpech, Béziers 1863.
- Impressions de chasse. Variétés cynégétiques. L. Hachette, Paris 1870.
- Les Vesprados de Clairac. Roumanille, Avignon 1874. (Vorwort von Joseph Roumanille)
- Dictionnaire des idiomes romans du Midi de la France comprenant les dialectes du Haut et du Bas-Languedoc, de la Provence, de la Gascogne, du Béarn, du Querci, du Rouergue, du Limousin, Du Bas-Limousin, du Dauphiné, etc. 3 Bde. Avignon/Paris/Montpellier 1877–1881. Lacour-Ollé, Nîmes 2008. (2200 Seiten)